# Музей на съвременното изкуство (Замък в Риволи)
Музеят на съвременното изкуство в Замъка в Риволи (на италиански: Castello di Rivoli Museo d'Arte Contemporanea) е италиански музей, посветен на съвременното изкуство. Базиран е в савойската резиденция Замък „Риволи“ в град Риволи, близо до Торино, Северна Италия.
Дейността на музея стартира на 18 декември 1984 г. с изложбата „Увертюра“, курирана от тогавашния директор Руди Фукс. Изложбата включва произведения, създадени от художници, представители на Концептуалното изкуство, Минимализма, Лендарта, Arte Povera и Трансавангарда, и е замислена като идеален модел за постоянна колекция, която ще бъде създадена едва по-късно, започвайки от 1990-те г. Директор на музея е Каролин Христова-Бакърджиева.

## Принос от регион Пиемонт
Първото ядро от колекцията на музея вижда бял свят благодарение на многобройните дарения, направени от художници и обществени и частни меценати. Първият художник, който дарява творба на музея, е художникът Сол Лъуит, който през 1991 г., след като избира зала в замъка, създава голяма инсталация, която все още е видима на първия етаж.
Благодарение на приноса, осигурен от регион Пиемонт – основател и организатор на музея, става възможно създаването на фонд за придобиване на творби.
След това Торинската спестовна каса става част от структурата на акционерите на музейния обект през 1988 г. като Banca CRT.

## Проект за модерно и съвременно изкуство - CRT
През 1991 г. е създадена Фондация CRT, която през 2001 г. дава живот на проекта за модерно и съвременно изкуство - CRT. Благодарение проекта са отпуснати важни средства за придобиването на произведения, предназначени да увеличат постоянните колекции на ГАМ - Градската галерия за модерно и съвременно изкуство на Торино и Музея за съвременно изкуство на Замъка в Риволи. Замъкът в Риволи – бивша възхитителна резиденция на Савойската династия, е най-важният музей за съвременно изкуство в Италия от тридесет години. Сътрудничеството между художественото ръководство и най-големите художници на днешното време означава, че изложените произведения са проектирани специално за различните зали на музея. Така две важни групи исторически произведения на Arte Povera и Италианския трансавангард стават част от колекцията на музея.
От 2001 г. Градската галерия и музеят си сътрудничат с цел взаимно допълване. Докато ГАМ фокусира колекцията си върху произведения, обхващащи двете десетилетия на 50-те и 60-те г. на XX век, музеят разполага с колекция от произведения, вариращи от края на 60-те г. на XX век до 2000-те г.

## Постоянна колекция
Постоянната колекция включва например две произведения от 1997 г. на Маурицио Кателан: противоречивото и провокативно „Новеченто“ („XX век“), който предизвиква разочароващото напрежение по отношение на потенциала (също във връзка с безсмислието на войните на XX век, които отслабват човека чрез дистанциране от собствената му еволюция), емблематично представен от кон – символ на силата, препариран и провесен на въжета от тавана, както и смущаващият „Чарли не сърфира“. Темата за емоциите, предизвикани от войната, се повтаря в колекциите, както и в творбата на Ребека Хорн „Прорязване на миналото“ и др.
Творбите на множество присъстващи национални и международни художници (като Емилио Ведова, Джулио Паолини, Томас Хиршхорн, Денис Опенхаймер, Хелмут Нютън, Сейди Бенинг, Стан Вандербеек, Флуксус, Джеймс Лий Байърс, Пия Щатбоймер, Масимо Бартолини, Нам Джун Пайк, Ивон Райнер, Волфганг Тилманс и много други), са поставени в залите в един вид диалог с архитектурата на историческата среда на замъка.
От 6 юли 2023 г. творбата на Майк Винкелман, известен още като Бийпъл, озаглавена „FTX BOARD MEETING, DAY #5676 11.13.2022“ става част от постоянната колекция благодарение на дарението на самия художник. Творбата се състои от незаменим токен и от идентична версия от маслени бои върху платно. Творбата, считана за изключително непочтителна и провокативна, има за единствена тема американския бизнесмен Сам Банкман-Фрийд и съдебната афера, която го касае през декември 2022 г. (предприемачът е арестуван за измамен фалит и тежка измама).

## Временни изложби от 1984 до 2023 г.
- Увертюра. Съвременно изкуство от 19 декември 1984 г.
- Джовани Анселмо - Ричард Лонг - Пер Киркебю декември 1984 – март 1985 г.
- Бернд & Хила Бехер. Fördertürme - Chevalements - Mineheads - Extraction castles 12 юли – 25 август 1985 г.
- Rennweg. Кристиан Лудвиг Атерзее - Гюнтер Брус - Херман Нич - Валтер Пихлер - Арнулф Райнер 25 октомври – 1 декември 1985 г.
- Жилбер & Жорж. Смърт - Надежда - Живот - Страх от 24 октомври 1985 г
- Никола Де Мария. Пет или шест копия, счупени в полза на смелостта и добродетелта от 18 декември 1985 г.
- Експерименталният музей на Торино. Италианско изкуство от 60-те години в колекциите на Градската галерия за модерно изкуство декември 1985 – февруари 1986
- Франк О. Гери 26 март – 11 май 1986 г
- Модус Вивенди. Улай и Марина Абрамович 1980-1985 18 август – 8 януари 1986 г
- Лагерен огън. Хамиш Фултън 18 април – 8 юни 1986 г.
- Лучо Фонтана. Културата на окото 20 юни – 28 септември 1986 г.
- Маркус Люперц, Джулио Паолини: фигури, колони, прозорци 19 декември 1986 – 29 март 1987 г.
- Увертюра II. За музея Май 1987
- Карл Андре. Скулптури 22 май – 6 септември 1987 г.
- Карел Апел. Картини, скулптури и колажи 9 октомври – 29 ноември 1987 г.
- Стояща скулптура 17 декември 1987 – 30 април 1988 г.
- Доналд Джъд, Рихард Паул Лохзе, Клаус Молтиг 4 юни – 30 септември 1988 г.
- Жоан Миро. Пътешествието на фигурите 4 юни – 18 септември 1988 г.
- Янис Кунелис 28 октомври 1988 – 12 февруари 1989 г.
- Алберто Джакомети 6 декември 1988 – 26 февруари 1989 г.
- Джеймс Лий Байърс. Дворецът на късмета 12 април – 11 юни 1989 г.
- Благороден под. Джузепе Капогроси, Енрико Кастелани, Лучо Фонтана, Франческо Ло Савио, Пиеро Манцони, Мимо Ротела, Емилио Ведова април – септември 1989 г.
- Лучано Фабро 28 юни – 17 септември 1989 г
- Доменико Бианки, Алън Чарлтън, Гюнтер Фьорг, Барбара Крюгер, Тон Верхоф 6 октомври – 3 декември 1989 г.
- Арнулф Райнер 15 февруари – 29 април 1990 г.
- Марио Мерц. Издигната Земя или историята на рисуването 15 май – 23 септември 1990 г.
- Шедьоври на хартия. Експресионистични произведения от музея Лудвиг в Кьолн: колекцията „Йозеф Хаубрих“ 21 септември – 2 декември 1990 г.
- Изкуство и изкуство. Дара Бирнбаум, Ребека Хорн, Сол Люит, Микеланджело Пистолето, Алберто Савинио, Синди Шърман, Еторе Спалети 15 февруари – 31 май 1991 г.
- Художествена литература: Документи от XX век в Италия 5 април – 31 май 1991 г.
- Визуализация 1: Джулио Паолини 4 май – 30 юни 1991 г
- Погледът на Медуза. Жан-Марк Бюстамант, Клег и Гутман, Питър Фишли/Дейвид Вайс, Гюнтер Фьорг, Андреас Гурски, Томас Руф, Андрес Серано, Лори Симънс, Томас Струт, Джеф Уол 5 юли – 27 септември 1991 г.
- Масла. Cellotex 91 2 октомври – 27 септември 1991 г
- Джузепе Пеноне 15 ноември 1991 г. – 9 февруари 1992 г
- Нови придобивки: Карла Акарди, Пиер Паоло Калцолари, Ричард Лонг, Фаусто Мелоти 11 декември 1991 г.
- Премиера 2: Вим Делвойе 12 декември 1991 – 26 януари 1992 г.
- Пиеро Манцони 6 февруари – 3 май 1992 г.
- Премиера 3: Марко Баньоли 27 март – 31 май 1992 г.
- Ян Веркройсе. Tombeaux (стая) 27 март – 31 май 1992 г.
- Post Human 2 октомври – 22 ноември 1992 г.
- Премиера 4: Гийом Бийл 2 октомври – 22 ноември 1992 г.
- Марио Джакомели 2 октомври – 29 ноември 1992 г.
- Премиера 5: Анет Лемьо 10 декември 1992 – 10 януари 1993 г.
- Международно приключение. Торино и изкуствата 1950 – 1970 5 февруари – 25 април 1993 г.
- От Бранкузи до Болтански. Снимки на художника 1920 – 1940 1 октомври – 28 ноември 1993 г.
- Енцо Куки 1 октомври – 31 декември 1993 г.
- Кийт Харинг 3 февруари – 30 април 1994 г.
- Габети и Изола. Архитектура 10 март – 24 април 1994 г.
- Карла Акарди 24 юни – 28 август 1994 г.
- Тема Тема. Нова връзка в изкуството днес 24 юни – 28 август 1994 г.
- Пиер Паоло Калцолари 23 септември – 20 ноември 1994 г.
- Хелмут Нютон 23 септември – 27 ноември 1994 г.
- Хоризонта. От Шагал до Пикасо, от Полък до Краг. Шедьоври от колекцията на Музея за градско изкуство в Амстердам 18 декември 1994 – 23 април 1995 г.
- Джоел-Питър Уиткин 5 юни – 17 септември 1995 г.
- Марлен Дюма / Френсис Бейкън 5 юни – 1 октомври 1995 г.
- Хаим Щайнбах 27 октомври – 31 декември 1995 г.
- Макс Нойхаус. Извикване на звуковото 27 октомври – 31 декември 1995 г.
- Колекциониране в Торино 15 февруари – 21 април 1996 г.
- Колекции на Франция 15 февруари – 21 април 1996 г.
- Макс Ернст – Скулптури 16 май – 15 септември 1996 г.
- Логотата на живото тяло. Четиринадесет немски художници 16 май – 15 септември 1996 г.
- Бертран Лавие 17 октомври 1996 – 12 януари 1997 г.
- Сътрудничество: Уорхол-Баския-Клементе 17 октомври 1996 – 19 януари 1997 г.
- Он Кауара 20 февруари – 20 април 1997 г.

- Завеса. Бала, Де Кирико, Савинио, Пикасо, Паолини, Куки 20 февруари – 25 май 1997 г.
- Анди Уорхол. Картини за деца 20 февруари – 29 юни 1997 г
- Италианска живопис от италиански колекции. Алигиеро и Боети, Анселмо, Ариенти, Бури, Клементе, Де Мария, Грифа, Ло Савио, Маризалди, Мерц, Пизани, Тодери 5 юни – 21 септември 1997 г.
- Антон Корбейн 5 юни – 28 септември 1997 г
- Маурицио Кателан. Три инсталации за замъка 25 септември 1997 - 18 януари 1998
- Американско изкуство 1975-1995 г. от Музея на американското изкуство Уитни
- Множество идентичности 20 октомври 1997 – 18 януари 1998 г.
- Карла Акарди. Инсталация за деца 4 февруари – 3 май 1998 г
- Мартин Кипенбергер. Съответно 1997-1976 10 февруари – 13 април 1998 г
- Sunshine & Noir. Изкуството в Лос Анджелис 1960-1997 8 май – 23 август 1998 г.
- Грация Тодери 17 октомври – 20 декември 1998 г
- Емилио Ведова 17 октомври 1998 – 17 януари 1999
- Енрика Борги. Кралицата, инсталация за деца 21 декември 1998 – 30 май 1999
- Ново оформление на постоянната колекция 24 март 1999 г
- Мона Хатум 24 март – 23 май 1999 г
- Олафур Елиасон. Проект за замъка 24 март – 23 май 1999 г
- Хелмут Нютон за Дългия ръкав 24 март – 30 май 1999 г.
- Джулио Паолини. Павилионът на Аврора 6 май 1999 г.
- Андреас Гурски. Снимки 1994-1998 4 юни – 12 септември 1999 г.
- Алесандра Тези. Проект за замъка 4 юни – 12 септември 1999 г.
- Дейвид Сал 1 октомври – 12 декември 1999 г.
- Елизабет Пейтън. Проект за замъка 1 октомври 1999 – 16 януари 2000 г .
- Ежедневно. Образи от всекидневието в изкуството на 20 век 5 февруари – 21 май 2000 г.
- Хана Старки. Проект за замъка 5 февруари – 21 май 2000 г .
- Рони Хорн 21 април – 18 юни 2000 г.
- Паола Пиви 1 април – 18 юни 2000 г .
- Мерс Кънингам 29 юни – 10 септември 2000 г .
- Ръбът на огледалото. The Mirror's Edge 5 октомври 2000 – 14 януари 2001 г .
- Франц Акерман B.I.T. (Отново в града) 5 октомври 2000 – 14 януари 2001 г .
- Жилищни единици. Segno Arte – Онлайн архивът на Микеланджело Пистолето 18 ноември 2000 – 5 февруари 2001 г.
- Arte Povera в колекцията 6 декември 2000 – 2 декември 2001 г
- Армандо Теста 21 февруари – 13 май 2001 г
- Стефано Ариенти. Време, разглеждано като спирала от полускъпоценни камъни 21 февруари – 10 юни 2001 г
- Музеи за новото хилядолетие. Идеи за строителни проекти 30 май – 26 август 2001 г.
- Кеичи Тахара. Пиемонт. Фотографска дефиниция 30 май – 26 август 2001 г.
- Тересита Фернандес 30 май - 16 септември 2001 г.
- Анна Гаскел 17 октомври 2001 – 13 януари 2002 г.
- Формата следва измислицата. Формата и фикцията в съвременното изкуство 17 октомври 2001 – 27 януари 2002
- Ширин Нешат 30 януари – 5 май 2002 г .
- Франческо Вецоли 30 януари – 5 май 2002 г.
- Волфганг Тилманс 20 февруари – 5 май 2002 г .
- Изкуство във видео 30 април – 2 юни 2002 г .
- The Rock Furniture 22 май – 1 септември 2002 г.
- Бруна Еспозито 22 май – 1 септември 2002 г.
- Реймънд Депардън. Пиемонт. Фотографска дефиниция 22 май – 1 септември 2002 г .
- Франсис Алис. Матрица 2 22 май – 1 септември 2002 г .
- Нан Голдин. Дяволската градина 23 октомври 2002 – 12 януари 2003 г.
- Томас Деманд 23 октомври 2002 – 26 януари 2003 г.
- Трансавангард 13 ноември 2002 – 23 март 2003 г.
- Модерните 16 април – 3 август 2003 г.
- Арата Исодзаки: Електрически лабиринт 16 април – 24 август 2003 г.
- Алесандра Тези 21 май – 29 юни 2003 г.
- Джанет Кардиф: работи и сътрудничи с Джордж Бюрес-Милър 21 май – 31 август 2003 г.
- Ванеса Бийкрофт 8 октомври 2003 – 25 януари 2004 г.
- В страната на рекламата 5 ноември 2003 – 29 февруари 2004 г.
- Уилям Кентридж 10 януари – 29 февруари 2004 г
- Пиер Huyghe 21 април – 18 юли 2004 г.
- Екран на моите желания. Как рекламата промени живота на италианците (1954 -2004) 7 юли – 12 септември 2004 г.
- Франц Клайн (1910-1962) 20 октомври 2004 – 30 януари 2005 г.
- Марио Мерц 12 януари – 27 март 2005 г.
- Нови поколения. Кандис Брайц. Майка + Баща 16 февруари – 24 април 2005 г.
- Лицата в тълпата. Снимки на съвременния живот от Мане до днес 6 април – 10 юли 2005 г.
- Нови поколения. Янг Фудонг 2 юни – 24 юли 2005 г.
- От електронното око. Произведения от видео колекцията на Музея за съвременно изкуство замък в Риволи 21 септември – 16 октомври 2005 г.
- T1. Синдромът на Пантагрюел 11 ноември 2005 – 19 март 2006 г.
- Концепция, тяло и мечта. Лорънс Уайнър, Сюзън Хилър, Дан Греъм, Джоузеф Кошут, Джоан Джонас 28 март – 30 юли 2006 г.
- Libri, Books, Bücher 29 април – 30 юли 2006 г.
- Карло Молино. Арабески 20 септември 2006 – 7 януари 2007 г.
- Клас Олденбург, Кузе ван Брюген. Скулптура случайно / Скулптура по пътя 25 октомври 2006 – 25 февруари 2007
- Фабриката комуникира. Сто години индустрия в Торино 15 ноември 2006 – 28 януари 2007 г.
- Манифести, страсти и чувства. 60 години реклама и пропаганда в колекцията от плакати на Дино Вилани - Сипра 8 март – 29 април 2007 г.
- От Земята до Луната: метафори за пътуване 4 април - 26 август 2007 г
- Розата няма зъби: Брус Науман през 60-те 23 май – 9 септември 2007 г.
- Жилбер и Жорж. Голямата изложба / Major Exhibition 17 октомври 2007 – 13 януари 2008 г.
- Рисуване на съвременния живот / The Painting of Modern Life 6 февруари – 4 май 2008 г
- A Room of One's Own / Собствена стая 2 април 2008 – 18 януари 2009 г.
- Роберто Куоги. Šuillakku 6 май – 27 юли / 2 - 28 септември 2008 г.
- За колекция от снимки. Придобивания заGAM от CRT Modern and Contemporary Art Project 10 юни – 31 август 2008 г.
- T2 - 50 луни на Сатурн / 50 луни на Сатурнm6 ноември 2008 – 1 февруари 2009 г.
- Томас Руф 18 март – 21 юни 2009 г.
- Какво да се прави? / What is to be done? Ана Първацки, Недко Солаков, Масимо Грималди, Марк Леки, Дан Перьовски 3 април – 21 юни 2009 г.
- Джани Коломбо 16 септември 2009 – 5 април 2010 г.
- всичко е свързано. изследвания и прозрения за изкуството от последното десетилетие чрез колекцията 8 юни 2010 – 9 януари 2011 г.
- Включвания. Вито Акончи “Film=Landscape, Video=Close-Up” 8 юни – 26 септември 2010 г.
- Изложба, Изложба 21 септември 2010  – 9 януари 2011 г.
- Филип Парено. От 5 ноември до падането им 5 ноември 2010 г.
- Джон Маккракън 22 февруари – 19 юни 2011 г.
- Андро Уекуа. Неонова сянка 3 май – 4 септември 2011 г.
- Всичко е свързано 2 24 май – 18 септември 2011 г.
- Робин Роуд. Paries Pictus 20 септември 2011 г.
- Международно Arte Povera 9 октомври 2011 – 19 февруари 2012 г.
- Le Scatole Viventi / Живите кутии 9 октомври 2011 – 29 април 2012 г.
- Руски Космос 17 декември 2011 – 26 февруари 2012 г.
- Томас Шюте. Frauen 22 май – 23 септември 2012 г.
- Отвъд стената 15 юни 2012 г.
- Историята, която не живях (косвен свидетел) 16 септември – 18 ноември 2012 г.
- Паола Пиви. Tulkus 1880 до 2018 г. 9 ноември 2012 - 6 януари 2013 г.
- Ана Мендиета. She Got Love 29 януари – 16 юни 2013 г.
- Архив на неподчинение (Републиката) 23 април – 30 юни 2013 г.
- Маринела Сенаторе. Изграждане на общност 6 октомври 2013 – 2 февруари 2014 г.
- Един Торино. Изложба за награди на Illy Present Future Науфус Рамирес-Фигероа – Ванеса Сафави – Санто Тулон 7 ноември 2013 – 12 януари 2014 г.
- Ян Дибетс. Друга снимка / Another Photography 9 април – 13 юли 2014 г.
- Портрет на художника като млад 10 юни – 21 септември 2014 г.
- Маршрути n._1. Италианци, гледани по телевизията. От Напускане или двойно? в Carosello 2 юли – 16 ноември 2014 г.
- Софи Кале. MAdRE 11 октомври 2014 – 15 март 2015 г.
- Явно намерение. Рисуване във всичките му форми 11 октомври 2014 – 25 януари 2015 г.
- Изложба Illy Present Future Prize 2013
- Каролин Аршентр & Фатма Букак 6 ноември 2014 – 11 януари 2015 г.
- Всичко е вярно. Нашият град, нашето изкуство Торино 2015 25 април – 8 ноември 2015 г.
- Видеозамърсяване. Фантастика / Реалност 29 май – 2 август 2015 г.
- Андреа Бруно. Проектиране на съществуващото 26 юни – 11 октомври 2015 г.
- Уриел Орлоу. Направено / Ненаправено 26 юни – 11 октомври 2015 г.
- Майският стълб. Подхранва изкуството. Лара Фаварет 10 октомври 2015 – 10 януари 2016 г.
- Франческо Йодиче. American Recordings 17 октомври 2015 – 24 януари 2016 г.
- Палома Варга Вайс. Root of a Dream 27 октомври 2015 – 24 януари 2016 г.
- IIly Present Future Prize 2014 Изложба
- Рейчъл Роуз 6 ноември 2015 – 10 януари 2016 г.
- Джовани Анселмо. Докато ръката сочи, светлината се фокусира, универсалната гравитация се намесва, земята се ориентира, звездите се приближават една крачка… 6 април – 25 септември 2016 г.
- Ед Аткинс 27 септември 2016 – 29 януари 2017 г.
- Wael Shawky 3 ноември 2016 – 5 февруари 2017 г.
- Изложба Illy Present Future Prize 2015
- Алина Чайдеров 4 ноември 2016 – 5 март 2017 г.
- Емоцията на ЦВЕТОВЕ в изкуството В сътрудничество с ГАМ-Торино 14 март – 23 юли 2017 г.
- Съвременна кройка. Шедьоври от постоянната колекция 25 юли – 31 декември 2017 г.
- Анна Богигуян 19 септември – 7 януари 2018 г.
- Джилберто Дзорио 2 ноември 2017 – 6 март 2018 г.
- Изложба Illy Present Future Prize 2016 Cécile B. Evans 3 ноември 2017 – 7 януари 2018 г.
- Метаморфоза – Нека всичко ти се случи 6 март – 2 септември 2018 г.
- Джорджо де Кирико. Шедьоври от колекцията на Франческо Федерико Черути 6 март 2018 – 4 ноември 2018 г.
- Налини Малани: Бунтът на мъртвите. Ретроспектива 1969-2018. Част II 18 септември 2018 – 17 януари 2019 г.
- Октомври 1968 г. „Лошо изкуство плюс лоши действия“ в Амалфи Арсеналс 13 октомври 2018 – 31 март 2019 г
- Хито Щайерл. Градът на счупените прозорци 1 ноември 2018 – 1 септември 2019 г
- Кали Спунър. Всичко може да се разлее. Награда illy Present Future 2017 3 ноември 2018 – 6 януари 2019 г.
- Анди Уорхол. Два шедьовъра от колекцията на Франческо Федерико Черути 22 януари – 22 април 2019 г.
- Сърцето на мрака – Замъкът на [] OGR – Officine Grandi Riparazioni, Торино 1 февруари – 19 май 2019 г.
- Харалд Зееман: Музей на маниите 26 февруари – 26 май 2019 г.
- Анри Сала AS YOU GO 26 февруари – 23 юни 2019 г
- The Piedmont Pavilion COMBO, Венеция 8 май 2019 – 20 юли 2019 г.
- От художниците: от къщата до музея, от музея до къщата. Почит към произведенията на колекцията Cerruti. Глава 1 11 май 2019 – 5 януари 2020 г
- От глина до алгоритъм. Изкуство и технологии. От колекциите на Intesa Sanpaolo и Castello di Rivoli Museum of Contemporary Art Gallerie d'Italia, Милано 31 май – 8 септември 2019 г.
- От художниците: от къщата до музея, от музея до къщата. Почит към произведенията на колекцията „Черути“ Глава 2 8 юли 2019 – 5 януари 2020 г.
- Въздух, цветя, сол. Произведения от колекциите на Музея за съвременно изкуство Замък в Риволи 8 юли – 26 октомври 2019 г.
- D'après Leonardo 9 юли 2019 – 5 януари 2020 г.
- Юри Анкарани. Корените на насилието 8 юли – 10 ноември 2019 г.
- За имажинистично обновление на света. Пелица да Волпедо (Taner Ceylan), Пино Галицио (с Констант, Джорджо Галицио, Асгер Йорн, Ян Котик и Пиеро Симондо), Пиеро Симондо, Марио Мерц, Църква „Св. Доминик“, Алба 23 септември – 10 ноември 2019 г. CRRI / The Dena Archives 8 октомври 2019 – 20 февруари 2020 г.
- Майкъл Раковиц. Несъвършено подвързване 8 октомври 2019 – 19 януари 2020 г
- Маринела Сенаторе. Школата за разказващ танц, Йоханесбург Изложба и парад Центърът за по-малко добрата идея, Йоханесбург 10-27 октомври 2019 г.
- Джузепе Пеноне: Въздействия на празнотата Монументален комплекс Сан Франческо, Музей за съвременно изкуство Кунео Замък в Риволи, Риволи-Торино 2 октомври 2019 – 2 февруари 2020 г.
- От художниците: от къщата до музея, от музея до къщата Почит към произведенията на Колекция „Черути“.
- Глава 3 – Елиза Сигичели, Lumenombra Lumenicta, 2019 г. 1 октомври 2019 – 19 януари 2020 г.
- Клаудия Конте. Как да растете и винаги да имате еднаква форма 31 октомври 2019 – 12 юли 2020 г.
- Награда Illy 2018 – Педро Невес Маркес в сътрудничество с HAUT. Да станеш мъж през Средновековието 1 ноември 2019 – 23 февруари 2020 г.
- Джорджо Моранди. Шедьоври от колекцията на Франческо Федерико Черути 25 февруари – 30 август 2020 г.
- Джеймс Ричардс. Милостиня за птиците 25 февруари – 30 август 2020 г.
- Ренато Леота. Неделя, 25 февруари – 30 август 2020 г.
- Пред колекционера. Колекцията на Ули Зиг за съвременно китайско изкуство 25 февруари – 30 август 2020 г
- Ренато Леота. Неделя, 25 февруари – 27 септември 2020 г.
- Джеймс Ричардс, Милостиня за птиците, От художниците: от къщата до музея, от музея до къщата Почит към произведенията на колекцията Черути. Глава 4 25 февруари – 18 октомври 2020 г.
- aaajiao. Deep Simulator – illy Present Future Award 2019 5 ноември 2019 г. - 24 януари 2022 г.
- Уилям Кентридж. Breathe (Поставено в църквата Сан Доменико в Алба) 20 септември 2020 - 11 април 2021 г.
- Джулио Паолини. Le Chef-d'oeuvre inconnu 15 октомври 2020 - 16 май 2021 г.
- От проучването на Уилям Кентридж – CRRI 14 февруари 2021 – 16 май 2021 г.
- И бе светлина. Джакомо Бала, Лучо Фонтана, Олафур Елиасон, Ренато Леота 23 октомври 2020 – 23 юни 2021 г.
- Клаудия Комте. Как да растете и винаги да имате еднаква форма 31 октомври 2019 - 20 юни 2021 г.
- EXPRESSIONS La Risalita / Ескалаторът: Патрицио Ди Масимо, цикълът La Risalita 24 юни – 26 септември 2021 г.
- Ане Имхоф. СЕКС 4 ноември 2020 - 7 ноември 2021 г.
- Изрази. Предложението 4 ноември 2020 - 24 януари 2022 г.
- Агнешка Курант. Crowd Crystal 4 ноември 2021 – 27 февруари 2022 г.
- Живопис лично. Новата колекция на фондация CRC 6 ноември 2021 - 7 март 2022 г. (създадена в монументалния комплекс Сан Франческо в Кунео)
- А.Б.О. ТЕАТРОН. Изкуство или живот 25 юни 2021 - 26 юни 2022 г.
- Отобонг Нканга. Въжета, виещи се из планините 24 септември 2021 - 3 юли 2022 г.
- Beeple. Human One 7 април 2022 - 27 ноември 2022 г.
- Ричард Бел 7 април 2022 - 27 февруари 2023 г.
- Сюзън Филипс: Un canto una parte A CIELO APERTO 2022 от 26 юни 2022 г. – (поставено в Мондови в Гражданския музей на печата)
- Олафур Елиасон: Треперещи хоризонти 3 ноември 2022 – 26 март 2023 г.
- Художници на война 15 март – 19 ноември 2023 г.

### Вила „Черути“
Вила „Черути“ е третият център на музея, открит през май 2019 г. Това е частна колекция от най-високо качество и съхранява изключителната колекция на Франческо Федерико Черути – предприемач и колекционер, който умира през 2015 г. на 93-годишна възраст. Почти триста произведения на живописта и скулптурата, вариращи от Средновековието до съвременността, към които са добавени около двеста редки и древни книги със скъпоценни подвързии, златни фонове и повече от триста мебели и обзавеждане, включително важни килими и бюра от известни майстори на мебели: пътуване през историята на изкуството, от мебели до древни изкуства, от Ренесанса през XIX век до Модерната епоха, за частна колекция от най-високо качество, трудно сравними с други в Европа и по света. Шедьоври, вариращи от творбите на Бернардо Дади, Понтормо и Рибера до тези на Реноар, Модиляни, Кандински, Клее, Бочони, Бала и Магрит, до Бейкън, Бури, Уорхол, Де Доминичи и Паолини.
Музеят за съвременно изкуство на замъка в Риволи, благодарение на споразумението, подписано през юли 2017 г. с Фондация „Франческо Фередико Черути“, е първият музей за съвременно изкуство в света, който включва в колекциите си енциклопедична колекция от миналото. Намерението е да се създаде нов модел на музей, в който изкуството на миналото се наблюдава от съвременна гледна точка, предизвиквайки уникален диалог между колекциите, днешните художници и шедьоврите на миналото.
Вилата е посещаема с гид през уикенда, като билетът за музея включва посещението и бусчето до нея.

## Дигитален Космос
Това е виртуалното седалище на музея, което съдържа селекция от непубликувани произведения, понякога изрично създадени от художници за онлайн употреба. Той поставя съзерцанието и преживяването на истински произведения на изкуството, предназначени за дигитално ползване, в центъра на своята програма, но без задължението за взаимодействие и активно участие на публиката.

## Библиотека и Изследователски център
Вътре в Дългия ръкав се намира Библиотеката на Замъка в Риволи, специализирана в изкуството от XX и XXI век. Открита през 1999 г., тя съдържа приблизително 47 000 единици, свързани със съвременно изкуство, фотография, архитектура и дизайн. Благодарение на множество покупки и различни дарения, библиотеката е призната за една от най-добре заредените библиотеки за съвременно изкуство в Италия.
Библиотеката разполага с Изследователски център на Замъка в Риволи (CRRI) – специфичен отдел, чиято цел е събирането и валоризирането на архивни материали на художници, куратори, критици, собственици на галерии и колекционери, активни по-специално между 60-те години на миналия век и наши дни.

## Музей на рекламата
Това е специална част от музея, създадена през 2002 г. благодарение на придобиването на колекциите на RAI Sipra с приноса на регион Пиемонт. С течение на времето в него са събрани приблизително 30 000 единици, разделени на телевизионни реклами, билбордове и печатни реклами от 50-те години до днес.
Вътре са запазени няколко филмови реклами, включително цялата колекция от рекламни филми, наградени на международните филмови фестивали в Кан и Венеция от 1954 г.